# Hieros (Monat)
Hieros (altgriechisch Ἱερός, „heilig“) ist ein Monat mehrerer griechischer Kalender. 
Er ist inschriftlich für den zur ionischen Kalendergruppe gehörenden Kalender von Delos und für den arkadischen Kalender bezeugt. 
Auf Delos stand er zwischen dem Lenaion und dem Galaxion, im attischen Kalender, dem Referenzkalender für ionische Lokalkalender, wird er mit dem Anthesterion gleichgesetzt, der im julianischen Kalender etwa dem Februar entspricht. Seinen Namen erhielt er vermutlich durch das delische Hauptfest Apollonia, das dem Hauptgott von Delos Apollon zu Ehren gefeiert wurde. Dass es sich um das heiligste Fest der Delier handelte, wird damit begründet, dass von ihm als einziges Fest Listen der Choregoi geführt und besondere Ehrungen ausgesprochen wurden. Zudem wurden im Zuge des Festes die Vertreter anderer Poleis, die Proxenoi, verkündet.
In einer Inschrift einer unbekannten Polis aus Arkadien erscheint er an zwölfter Stelle zwischen dem Enaios und dem Pasios, seine Verortung im Jahr ist jedoch schwierig. Zum einen gibt nur der siebte Monat Krokagorios einen Hinweis auf seine Stellung im Jahr, da es sich um den Erntemonat des Safran, wahrscheinlich den Oktober, handelt. Zum anderen enthält der überlieferte Kalender mit dreizehn Monaten ein Jahr mit Schaltmonat, ohne kenntlich zu machen, welcher Monat dies ist. Es handelt sich beim arkadischen Hieros jedenfalls um einen Winter- oder Frühlingsmonat.